# Elección para gobernador de Minnesota de 1998
La elección para gobernador de Minnesota de 1998 se llevó a cabo el 3 de noviembre de 1998. El candidato del Partido Reforma, Jesse Ventura, derrotó al candidato del Partido Republicano, Norm Coleman, y al del Partido Demócrata-Agrario-Laborista de Minnesota (DFL), Hubert H. "Skip" Humphrey III. Ventura gobernó con un Senado estatal controlado por el DFL y una Cámara de Representantes estatal controlada por los republicanos. Esta es la única vez que un candidato del Partido Reforma ha sido elegido para un cargo estatal.
La victoria de Ventura como candidato de un partido minoritario se consideró una gran sorpresa histórica. Se postuló con el Partido Reforma, un partido que había sido fundado por el dos veces candidato presidencial Ross Perot, que había recibido el 24% de los votos en Minnesota en las elecciones presidenciales de 1992 y el 12% en las elecciones de 1996.

## Primarias Demócrata-Agrario-Laborista

### Candidatos

#### Nominado
- Skip Humphrey, abogado de New Hope, procurador general estatal titular (1983-1999), previamente candidato al senado de los Estados Unidos en 1988 y senador estatal por el 44.º distrito senatorial (1973-1983) e hijo del ex senador y vicepresidente de los Estados Unidos, Hubert Humphrey.[3]
  - Roger Moe, senador estatal titular por el 2.º distrito senatorial (1973-2003) y previamente por el 66.º distrito senatorial (1971-1973).[4][5]

#### Eliminado en primaria
- Michael O. Freeman, procurador del condado de Hennepin titular (1991-1999) y exsenador estatal por el 40.º distrito senatorial (1983-1991) e hijo del ex gobernador y secretario de agricultura de los Estados Unidos, Orville Freeman.[6]
  - Ruth Johnson, administradora universitaria de St. Peter y representante estatal titular por el 24Bº. distrito congresional (1997-1999)[7][8]
- Doug Johnson, senador estatal titular por el 6. distrito senatorial (1977-2003), previamente representante estatal por el 63.º distrito congresional (1971-1973) y por el 06B. distrito congresional (1973-1977).[9]
  - Tom Foley, abogado de St. Paul, exprocurador del condado de Ramsey (1979-1995) y candidato del DFL al Senado de los Estados Unidos en 1994.
- Mark Dayton, auditor del estado titular (1991-1995), previamente comisionado estatal del Departamento de Energía y Desarrollo Económico (1978), candidato del DFL para el Senado de los Estados Unidos en 1982 y comisionado estatal del Departamento de Desarrollo Económico (1983-1986); residente en Mineápolis.
  - Julie Jansen, maestra de guardería de Olivia.
- Ted Mondale, abogado de St. Louis Park, exsenador estatal por el 44.º distrito senatorial (1991-1997) e hijo del ex senador y vicepresidente de los Estados Unidos, Walter Mondale.[10]
  - Deanna Wiener, residente de Eagan y senadora estatal titular por el 38.º distrito senatorial (1993-2003).[11]
- Ole Savior, candidato perenne de Mineápolis.
  - Ron Moseng

### Resultados
Los resultados fueron los siguientes:
|  | 36.95 % |

|  | 18.97 % |

|  | 18.60 % |

|  | 17.83 % |

|  | 7.33 % |

|  | 0.32 % |

|  | 100 % |

|  | 100 % |

## Primarias Republicanas

### Candidatos

#### Nominado
- Norm Coleman, alcalde de Saint Paul demócrata convertido en republicano.
  - Gen Olson, ex maestra de Mound y senadora estatal titular por el 34.º distrito senatorial (1993-2003) y previamente por el 43.º distrito senatorial (1983-1993).[14][15]

#### Eliminado en primaria
- Bill Dahn, novato político (y que pronto sería candidato perenne) de Saint Paul y excandidato a gobernador del Partido Reforma que cambió (con cierta controversia) para competir contra Coleman en las primarias republicanas.
  - James Kane.

### Resultados
Los resultados fueron los siguientes:
|  | 91.32 % |

|  | 8.68 % |

|  | 100 % |

|  | 100 % |

## Otros partidos

### Primarias Reforma

#### Candidatos

##### Nominado
- Jesse Ventura, residente de Maple Grove y ex luchador profesional, actor y alcalde de Brooklyn Park (1991-1995);
  - Mae Schunk, era una educadora de Inver Grove Heights.

#### Resultados
Los resultados fueron los siguientes:
|  | 100 % |

|  | 100 % |

|  | 100 % |

### Otros partidos
- Ken Pentel, ex organizador de base de Greenpeace en Mineápolis. (Partido Verde)
  - Susan Jasper

- Frank Germann, ex ingeniero civil de West St. Paul. (Partido Libertario)
  - Michael Strand

- Chris Wright, técnico informático de Edina, cofundador del partido grassroots en 1986 y candidato a la Cámara de Representantes de Estados Unidos por el 5.º distrito congresional en 1988. (Partido Grassroots)
  - Darrell Paulsen

- Fancy Ray McCloney, comediante y personalidad mediática de Mineápolis (People's Champion)[18]
  - Toni McCloney, madre de Fancy Ray.

- Thomas A. Fiske, maquinista de Saint Paul que fue candidato por el SWP al senado de los Estados Unidos en Nueva Jersey en 1988 y Minnesota en 1996. (Partido Socialista de los Trabajadores)
  - John Hawkins, candidato perenne y trabajador siderúrgico.

## Elección general

### Campaña
Ventura gastó alrededor de 300,000 dólares y lo combinó con una agresiva campaña de base que incluyó un recorrido en autobús por todo el estado, fue pionero en el uso de Internet con fines políticos y transmitió extravagantes anuncios de televisión diseñados por Bill Hillsman, quien forjó la frase "No votes por la política como siempre". Incapaz de permitirse muchos anuncios de televisión, Ventura se centró principalmente en debates televisados y apariciones públicas, predicando su tipo de política libertaria. Su discurso en un desfile en la zona rural de Minnesota durante el verano atrajo lo que los organizadores del evento anual describieron como una de sus audiencias más grandes. Se postuló para recortar impuestos, reducir el gobierno estatal y reducir el tamaño de las aulas de las escuelas públicas a una proporción de 17 a 1. También apoyó un debate público sobre la viabilidad de la prostitución legalizada.

### Encuestas
Una encuesta realizada en junio mostró que Coleman derrotaría a cualquier otro candidato demócrata que no fuera Humphrey; Humphrey derrotaría a Coleman entre un 44% y un 34%. Sin embargo, Ventura obtuvo resultados de dos dígitos. Ningún otro candidato en la breve historia del Partido Reformista en Minnesota ha recibido más del 5 por ciento de los votos en una elección estatal. Tras las elecciones primarias de septiembre, una encuesta del 20 de octubre mostró que Humphrey lideraba con un 35%, frente a Coleman (34%) y Ventura (21%). Pero la encuesta del Star Tribune sugirió que el aumento de votantes de Ventura se había producido principalmente a expensas de Humphrey. Desde las primarias, el apoyo a Humphrey entre los votantes probables había caído 14 puntos porcentuales, mientras que el de Coleman había aumentado 5 puntos porcentuales.

### Resultados
Ventura ganó la elección con el 37% de los votos frente al republicano Coleman y al Demócrata Humprey.
|  | 37 % |

|  | 34.29 % |

|  | 28.08 % |

|  | 0.34 % |

|  | 0.09 % |

|  | 0.08 % |

|  | 0.04 % |

|  | 0.04 % |

|  | 0.04 % |

|  | 100 % |

|  | 60 % |